# Umanismul românesc
Umanismul românesc desemnează manifestarea curentului umanist în țările române. În comparație cu Europa Occidentală, în țările române umanismul s-a manifestat târziu. Explicația pentru acest fapt a fost considerată izolarea intelectuală față de Occident, deși această idee nu a rămas neatacată. 

## Istoric
În Transilvania, receptarea umanismului a fost favorizată de contactele orășenilor unguri și sași, precum și a nobililor români cu lumea catolică germană și italiană. În Moldova și Țara Românească, aflate ambele în sfera Bizanțului, umanismul s-a afirmat în totalitatea formelor sale caracteristice abia în secolul al XVII-lea, deși sunt cunoscuți intelectuali care încă din secolul precedent erau legați la cultura apuseană, printre ei Luca Stroici, boier moldovean, și Petru Cercel, domnul Țării Românești între 1583-1585.
Printre umaniștii transilvăneni au fost Toma Pellei – adept al lui Erasmus din Rotterdam – Nicolaus Olahus, Johannes Honterus, Gaspar Heltai, Johannes Sommer, Filip More din Ciula, Martin Hacius din Hațeg, Mihai Valahul din Ciac și Mihai Halici („nobil român, cetățean din Caransebeș”).
În Țara Românească s-a remarcat drept umanist  Udriște Năsturel, caracteristică fiind predoslovia unui Penticostar publicat la 1649, pentru călugării din Țara Românească și de la Mănăstirea Hilandar de la Muntele Athos. Ulterior, într-un Tratat despre dărnicie, în tipic stil umanist, el făcea recurs nu la textul biblic, ci la clasicii antichității, printre ei Aristofan, Homer, Platon, Suetoniu și Plutarh. În timp ce a tradus Imitatio Christi în slavonă, Udriște Năsturel este și autorul unei traduceri reușite în română a romanului hagiografic Varlaam și Ioasaf. Alte figuri de umaniști ai secolului al XVII-lea au fost spătarul  Constantin Cantacuzino, în Țara Românească, și Grigore Ureche, Miron Costin, Nicolae Milescu și Dimitrie Cantemir, în Moldova.

## Originea întârzierii
În lumina faptului că intelectuali români ai secolului al XVI-lea erau fluenți în greaca veche, în latină și în italiană, limbi necesare lecturilor umaniste, intelectualul Virgil Cândea a argumentat că originea decalajului în adoptarea umanismului de către țările române era situarea acestora din punct de vedere spiritual și politic în lumea bizantină, chiar la mult timp după Căderea Constantinopolului, ceea ce N. Iorga a denumit „Bizanț după Bizanț”. Mai mult, adoptarea umanismului era în vest o revoltă a orașelor împotriva orânduirii feudale, deci un fenomen al ascensiunii burgheziei, în timp ce în cadrul Imperiului otoman ar fi putut produce o schimbare a statutului autonom al țărilor române în raport cu imperiul.